# Prix Riel

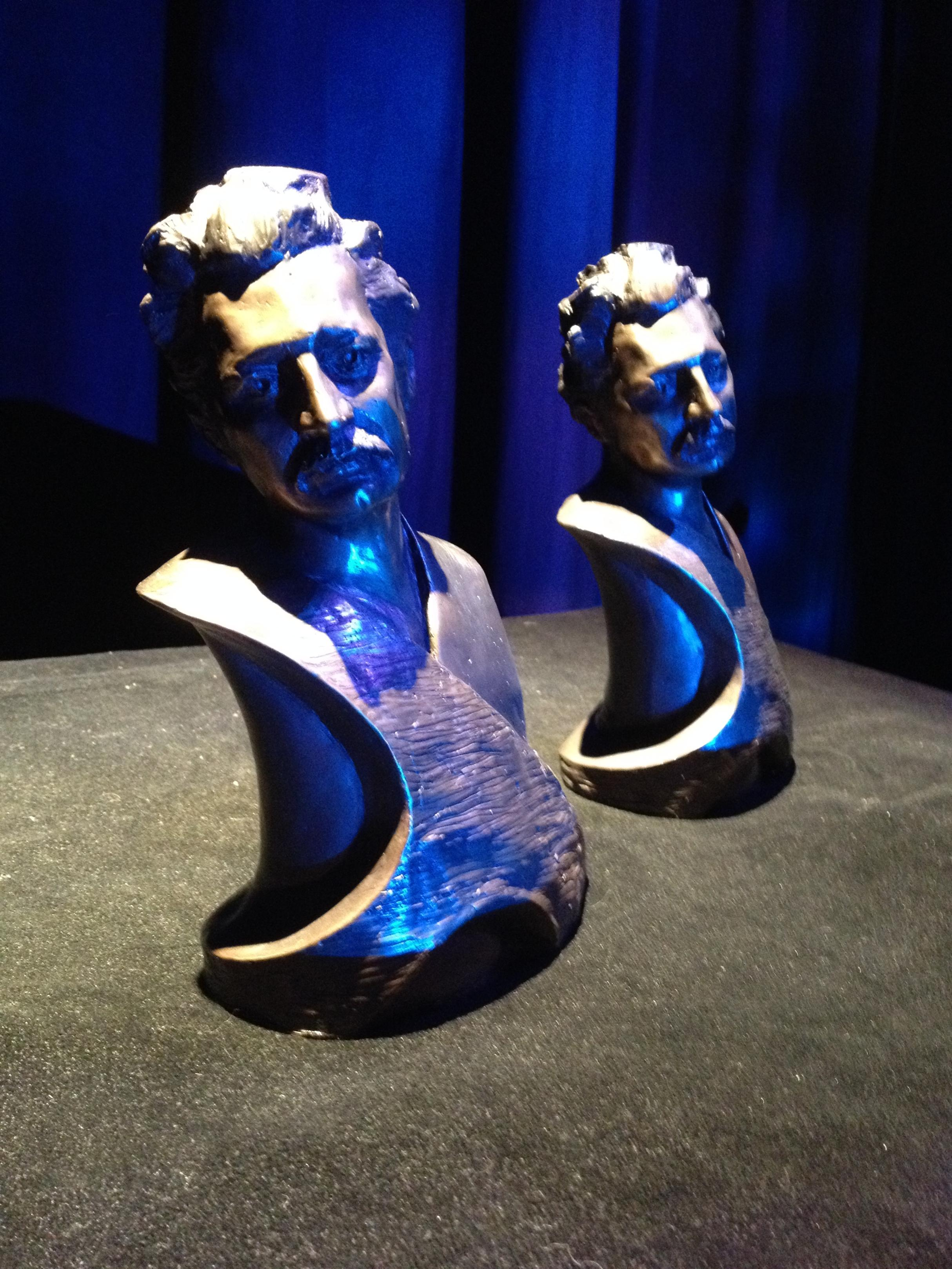
Le prix Riel

Le prix Riel, créé en 1983, rend hommage à des francophones de la  province canadienne du Manitoba qui, de façon remarquable, ont contribué, surtout bénévolement, au développement de la collectivité, tout en suscitant chez les leurs le goût de vivre en français,.
Il reconnaît les personnes ayant apporté des contributions importantes à la vie culturelle, sociale et économique de la province de façon bénévole. Selon le site de la Société franco-manitobaine, parrain du prix, : « Le prix Riel est accordé à des francophones qui partagent l’énergie entreprenante de Louis Riel : des personnes dynamiques, sincères, fières de leur identité francophone. »

## Éligibilité
La candidature de toute personne ayant contribué, surtout bénévolement et de manière exceptionnelle, à développer chez les francophones de cette province la fierté de leur langue et de leur culture, et à augmenter leur sentiment d’appartenance à la collectivité, peut être présentée. L’importance, la durabilité et l’originalité de la contribution de la personne seront examinées. Tous les membres de la collectivité francophone du Manitoba peuvent soumettre une candidature. Une personne ne peut toutefois soumettre sa propre candidature.

## Domaines d'activité
Le prix Riel peut être décerné pour les contributions dans les domaines suivants:
- Éducation française
- Arts et culture
- Développement économique
- Patrimoine
- Communications
- Juridique et/ou politique
- Développement communautaire (contribution communautaire, travail communautaire)
- Sports et loisirs
- Santé et services sociaux

## Choix des lauréats
Un comité de sélection composé de personnes de la communauté francophone du Manitoba et nommé par la Société franco-manitobaine évalue les candidatures et choisit ceux et celles qui se sont particulièrement distingués dans leur domaine. La priorité est toujours donnée aux contributions bénévoles. Le prix Riel peut être décerné pour reconnaître l’impact d’une activité ponctuelle ou pour reconnaître l’ensemble de l’œuvre de toute une vie.

## Remise du prix Riel
Le prix Riel est décerné lors d'une réception spéciale.  

## Quelques lauréats du prix

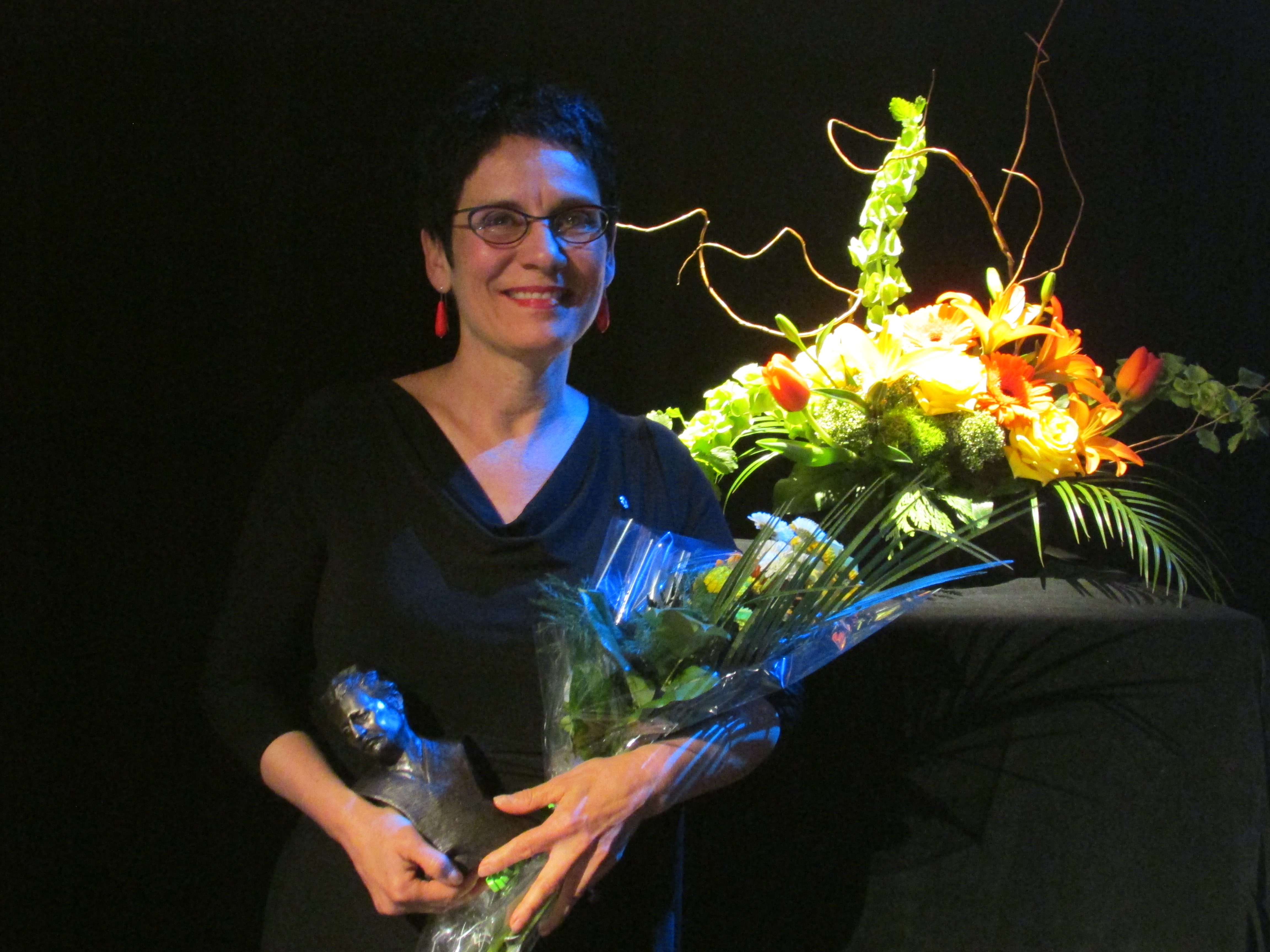
Raymonde Gagné, récipiendaire du prix Riel en 2015

- L'ancienne sénatrice canadienne Maria Chaput en 1998 dans le domaine du développement communautaire[3].
- L'architecte Étienne Gaboury  CM  OM en 2000 dans le domaine du développement communautaire[4].
- L'homme politique et ancien député provincial Albert Vielfaure en 2001 dans le domaine du développement communautaire[5].
- Louis Paquin OC et Charles Lavack de Les Productions Rivard en 2005 dans le domaine des communications[6].
- L'écrivaine et éducatrice Annette Saint-Pierre CM  en 2007 dans le domaine du patrimoine[7].
- L'ancien juge en chef du Manitoba Alfred Monnin  OC  OM  QC  en 2010 dans le domaine du développement communautaire[8],[9].
- La Sénatrice canadienne Raymonde Gagné CM  OM en 2015 dans le domaine du développement communautaire[10].